# Moše Dajan
Moše Dajan (hebrejski משה דיין; Degania Alef, 20. svibnja 1915. – Tel Aviv, 16. listopada 1981.), izraelski vojnik i političar.

## Životopis
Moše Dajan je rođen u mjestu Degania Alef u Palestini 1915. godine, a njegova vojna karijera počela je 1937. godine obukom koju su vodili britanski časnici. Dajan se pridružio paravojnoj formaciji Haganah, a Britanci su ga 1939. godine zatvorili na dvije godine. Nakon izlaska iz zatvora vodio je postrojbu palestinskih Židova u borbi protiv Višijske Francuske u Siriji gdje je izgubio oko, po čemu će kasnije postati prepoznatljiv. Sudjelovao je kao zapovjednik jeruzalemskog područja u Izraelsko-arapskom ratu 1948. godine. U Sinajskom ratu 1956. godine uspješno je planirao i vodio invaziju Sinajskog poluotoka, a 1959. godine izabran je u izraelski parlament Knesset kao član stranke Mapai te ga je Ben Gurion imenovao ministrom poljoprivrede. Godine 1965. ponovno izabran u Knesset, a 1967. godine je postao ministar obrane. Uz načelnika Glavnog stožera Rabina smatra ga se kreatorom Šestodnevnog rata kojim su pobijeđene susjedne arapske zemlje. No, nakon Yomkippurskog rata 1973. godine na njegov račun stigla je većina optužbi zbog nepripremljenosti zemlje za rat (više na Bliskoistočni sukob). Dajan se vratio u izraelsku vladu za vrijeme mandata Menahema Begina kao ministar vanjskih poslova te je sudjelovao u stvaranju Camp Davidskog sporazuma. Nezadovoljan Beginovom odlukom da zadrži izraelski suverenitet nad Zapadnom obalom dao je ostavku 1979. godine i formirao vlastitu stranku Telem, koja je zagovarala izraelsko povlačenje s područja okupiranih u ratu 1967. godine.
Umro je u Tel Avivu 1981. godine od raka debelog crijeva.
Pokopan je u mjestu gdje je odrastao.